# Le Masque et la Plume
Le Masque et la Plume est une émission de radio dédiée à la critique de livres, de films de cinéma et de pièces de théâtre, créée en 1955 et diffusée les dimanches à 10h et à 20h sur France Inter.
Le thème de l'émission se répartit entre cinéma, théâtre et littérature, avec un avantage pour le cinéma, auquel deux fois plus de temps est consacré (globalement une semaine sur deux sauf émission spéciale type « prix des auditeurs »). C'est l'une des plus anciennes émissions du paysage médiatique européen encore diffusées.
Depuis le 1er janvier 2024, l'émission est présentée par Rebecca Manzoni.

## Historique

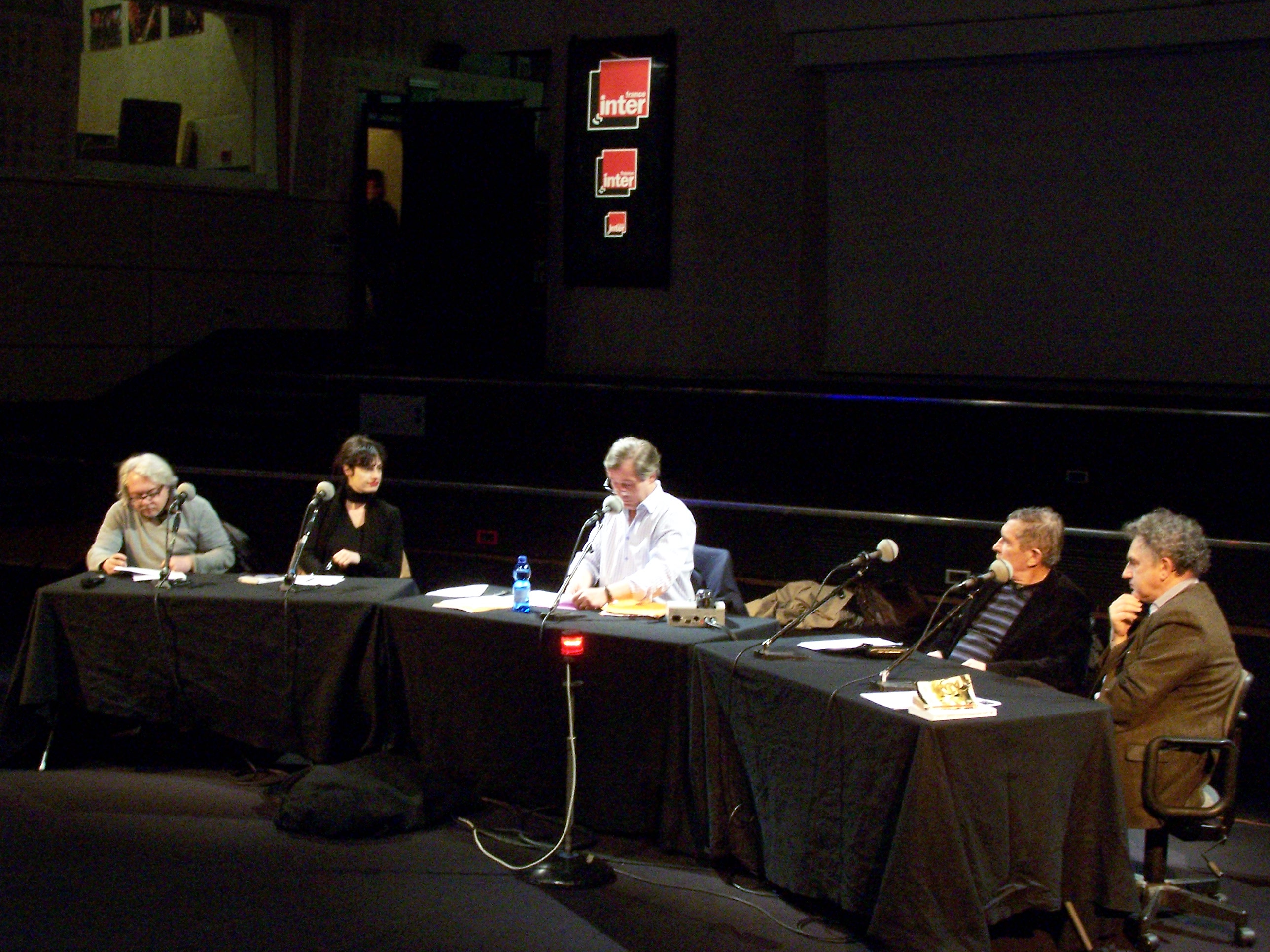
Le Masque et la Plume littérature du 25 novembre 2012 (de g. à d. : Arnaud Viviant, Nelly Kaprièlian, Jérôme Garcin, Jean-Louis Ezine et Michel Crépu).

Le Masque et la Plume est l'une des plus anciennes émission de la radio française. Elle est créée le 13 novembre 1955 au sein de la RTF par Michel Polac et François-Régis Bastide, fusionnant deux émissions antérieures, l'une concernant le théâtre, l'autre la littérature. La paternité du titre de l'émission est incertaine : on le doit soit à Jean Tardieu (selon Michel Polac), soit à François-Régis Bastide (selon lui-même),. Après la petite chaîne du Club d'essai, elle est diffusée à partir d'octobre 1956, sur les ondes de Paris Inter, l'ancêtre de France Inter, et devient le prototype du programme radiophonique culturel pour grand public.
La critique du cinéma n'arrive qu'en octobre 1957 soit près de deux ans après les débuts de l'émission. Pour la première émission enregistrée au théâtre de l'Alliance française, les quatre intervenants sont : Georges Charensol, Claude Mauriac, Edgar Morin et Jacques Doniol-Valcroze. À l'époque, l'émission, mensuelle, dure deux heures et est enregistrée au théâtre du Vieux-Colombier ; elle le sera ensuite à la Maison de la Radio (renommée en 2021 « Maison de la Radio et de la Musique ») puis au théâtre de l'Alliance française.
En 1960, en réaction à une note interne émanant de la direction de l'ORTF incitant les producteurs à ne faire apparaître aucun des signataires du Manifeste des 121, l'émission est sabordée (après consultation des débatteurs, Jean-Louis Bory, Guy Dumur, Alain Bosquet) par l'un des animateurs de l'époque, l'écrivain Jérôme Peignot et est suspendu pour six mois.
Michel Polac quitte l'émission en 1970. Une diffusion télévisée a lieu en 1976, pendant quatre émissions seulement. En 1982, Pierre Bouteiller prend la direction de l'émission en remplacement de Bastide. Le direct est privilégié, mais les interventions du public sont peu à peu écartées. L'émission passe progressivement de deux heures à une heure. Jérôme Garcin succède à Pierre Bouteiller en 1989.
Initialement enregistrées au théâtre du Vieux-Colombier, les émissions seront par la suite enregistrées au studio 104 de la Maison de la Radio à Paris le jeudi soir, dans les « conditions du direct », sans coupures ni montage. Il arrive cependant que l'équipe se déplace dans des villes de province, comme le 30 janvier 2003 à Orléans où une émission est enregistrée dans la grande salle du cinéma les Carmes, à Lyon à l'occasion de la Fête des Lumières dont France Inter est partenaire, ou encore à Avignon où des émissions liées au théâtre sont enregistrées l'été, lors du Festival d'Avignon. Les émissions sont désormais enregistrées au théâtre de l'Alliance française, un jeudi sur deux, toujours dans les « conditions du direct ». Sauf exception, les émissions sont enregistrées en public.
En 2005 à l'occasion de son 50e anniversaire, l'émission reçoit le « Laurier d'honneur Radio », remis par le Club Audiovisuel de Paris. Plus récemment, Le Figaro souligne en 2013 l'indépendance des critiques du Masque et leur subjectivité revendiquée — n'hésitant pas à « déboulonner les statues des stars des arts et lettres » —, l'absence d'approche promotionnelle et la participation du public (à travers le courrier, lu à l'antenne en début de chaque émission, et les éventuelles interventions en direct).
En 2020, durant le confinement lié au Covid-19, l’émission n'est pas arrêtée.
Le 30 avril 2023, alors que des rumeurs couraient depuis plusieurs jours, un porte-parole de France Inter indique à l’Agence France-Presse que Jérôme Garcin quittera la station en décembre 2023, « pour s’adonner à d’autres activités ». Rebecca Manzoni remplace Jérôme Garcin le 1er janvier 2024 comme annoncé 7 mois plus tôt le 24 mai 2023 par Adèle Van Reeth, la directrice de France Inter. À cette occasion, la durée de l'émission est (sans explication) réduite d'une dizaine de minutes, passant de 54/55 minutes à 45/48 minutes. À la suite de nombreux courriers d’auditeurs, la Médiatrice de Radio France répond que le Masque a été légèrement raccourci à la suite du positionnement des P’tits Bateaux juste avant l’émission du dimanche soir, ce qui permet également d’obtenir une durée d’émission égale pour ses deux diffusions, en matinée et en soirée, ce qui n’était pas le cas jusqu’alors.
Durant l’été, Laurent Goumarre remplace Rebecca Manzoni à la présentation, après les émissions enregistrées au Festival d'Avignon jusqu’à la rentrée de septembre.

## Générique

### Ancien générique
L'indicatif musical du générique du Masque et la Plume est La Fileuse (Romance sans paroles en ut majeur, opus 67, no 4) de Felix Mendelssohn, joué par Daniel Barenboïm (DG).
Cet extrait musical fut choisi fin 1978 par François-Régis Bastide, alors présentateur de l'émission, pour remonter le moral de son chroniqueur Jean-Louis Bory frappé d'une violente dépression. Ainsi que le rapporte Jérôme Garcin, l'animateur suivant de l'émission : « À François-Régis Bastide, l'alacrité de ce morceau [...] évoquait en effet le parler enjoué et précipité du critique de cinéma du Nouvel Obs », mais huit mois plus tard, en juin 1979, Bory mettait fin à ses jours.
La petite particularité du générique tient en ce que l'annonce du titre de l'émission n'est pas enregistrée, Jérôme Garcin l'annonçant lui-même à chaque émission, pendant le thème musical du Masque.

### Nouveau générique
Depuis le 1er janvier 2024 et l'arrivée de Rebecca Manzoni en tant que nouvelle présentatrice de l'émission, l'indicatif musical du générique se compose La Fileuse de Felix Mendelssohn dans une version réduite à ses premières mesures suivies très vite d'une nouvelle musique plus moderne (non créditée) visiblement censée donner un coup de jeune à l'émission, rompant ainsi avec une tradition vieille de 45 ans.

## Équipe duMasque

### Présentation
- 1956–1970 : Michel Polac et François-Régis Bastide
- 1970–1981 : François-Régis Bastide
- 1982–1989 : Pierre Bouteiller
- 1989–2023 : Jérôme Garcin
- depuis janvier 2024 : Rebecca Manzoni[16]

### Liste des critiques
Les critiques s’exprimant au Masque et la Plume en 2024 sont en gras. L’organe de presse auquel ils appartiennent (ou appartenaient à l'époque de leur participation à l'émission) est mentionné entre parenthèses.

#### L’équipe Cinéma
- Ariane Allard (Positif) (depuis ?)
- Anne Andreu (L'Événement du jeudi) (?–?)
- Michel Aubriant (Paris-Presse, Le Journal du dimanche) (1967–1970)[3]
- Sophie Avon (Sud Ouest) (2005–1er janvier 2023)
- Jean de Baroncelli (†) (Le Monde) (1957–?)
- Robert Benayoun (†) (Positif) (1958–?)
- Eva Bettan (France Inter) (?–2023)
- Pierre Billard (†) (Les Nouvelles littéraires, L'Express) (1964–1977)
- Frédéric Bonnaud (Les Inrockuptibles) (?–?)
- Jean-Louis Bory (†) (Le Nouvel Observateur) (1961-1979)
- Michel Boujut (†) (?–?)
- Christophe Bourseiller (France Inter) (depuis 2024)
- Emmanuel Burdeau (Cahiers du cinéma) (?–?)
- Ava Cahen (FrenchMania) (depuis ?)
- Georges Charensol (†) (Les Nouvelles littéraires) (1957–?)[3]
- Michel Ciment (†) (Positif) (1970–2023)[3]
- Philippe Collin (?–?)
- Florence Colombani (Le Point) (depuis 2024)
- Annie Coppermann (Les Échos) (?–?)
- Jacques Doniol-Valcroze (†) (Cahiers du cinéma) (1957–1960)[3]
- François Forestier (?-?)[3]
- Charlotte Garson (Cahiers du cinéma) (depuis 2024)
- Odile Grand (†) (L'Événement du jeudi) (1976–?)[3]
- Isabelle Giordano (Femme actuelle) (?–?)
- Danièle Heymann (†) (Le Monde, Marianne) (1989–2019)
- Gilles Jacob (L'Express) (1971–1976)
- Murielle Joudet (Le Monde) (depuis 2024)
- Thierry Jousse (Cahiers du cinéma) (?–?)
- Serge Kaganski (Les Inrockuptibles) (?–?)
- Samuel Lachize (L'Humanité) (1971–1977)
- Jean-Marc Lalanne (Les Inrocks) (depuis ?)
- Gérard Lefort (Libération) (?–?)
- Xavier Leherpeur (La Septième Obsession, France Inter) (depuis 2006)
- Charlotte Lipinska (Vanity Fair, Vogue) (depuis ?)
- Pierre Marcabru (Le Figaro)[17] (1959–1973)[3]
- Michel Mardore (†) (Le Nouvel Observateur) (1964-1971)[3]
- David Martinez (Technikart) (?–?)
- Claude Mauriac (Le Figaro littéraire, VSD) (1957-?)[3]
- Edgar Morin (1957-?)[3]
- Michel Mohrt (?-?)[3]
- Pierre Murat (Télérama.fr[e]) (depuis 1992)
- Éric Neuhoff (Madame Figaro) (?–2023)
- Camille Nevers (Libération) (?–2023)
- Michel Perez (Charlie Hebdo, Le Quotidien de Paris, Le Matin) (1977–?)[3]
- Perrine Quennesson (Le Cercle) (depuis 2024)
- Élisabeth Quin (?–?)
- Nicolas de Rabaudy (Paris Match) (1969–1976)
- Patrick Rambaud (?-?)[3]
- Alain Riou (L'Obs) (?–?)
- Georges Sadoul (†) (Les Lettres françaises) (1961–1965)
- Marie Sauvion (Télérama) (depuis 2024)
- Nicolas Schaller (L'Obs) (depuis ?)
- Jacques Siclier (†) (Le Monde) (?–?)
- Geneviève Soula (?-?)[3]

#### L’équipe Livre
- Hubert Artus (Lire, Le Parisien Week-end) (depuis 2024)
- Frédéric Beigbeder (Voici, Le Figaro) (?–2023)
- Laurent Chalumeau (depuis 2024)
- Michel Crépu (Revue des deux Mondes, La Nouvelle Revue française) (?–?)
- Jérôme Garcin (L'Événement du jeudi) (1980–1989)
- Jean-Louis Ezine (L'Obs, France Culture, Philosophie magazine) (?–2023)
- Antoine de Gaudemar (Libération) (?–?)
- Nelly Kaprièlian (Les Inrockuptibles) (depuis ?)
- Olivia de Lamberterie (Elle) (?–2023)
- Louis-Henri de La Rochefoucauld (Lire) (depuis 2024)
- Raphaëlle Leyris (Le Monde) (depuis 2024)
- Patricia Martin (France Inter) (depuis ?)
- Éric Neuhoff (Le Figaro) (?–2023)
- François Nourissier (†) (?–?)
- Élisabeth Philippe (L'Obs) (depuis 2021)
- Bernard Poirette (C'est à lire) (depuis 2025)
- Jean-Marc Proust (Slate) (depuis 2024)
- Bernard Rapp (†) (?–?)
- Jean-Claude Raspiengeas (La Croix) (?–2023)
- Angelo Rinaldi (?–?)
- Blandine Rinkel (jan. 2024–juil. 2025[f])
- Raphaël Sorin (†) (?–?)
- Arnaud Viviant (Transfuge, Charles) (depuis ?)
- Jean-Didier Wolfromm (†) (?–?)

#### L’équipe Théâtre
- Sandrine Blanchard (Le Monde) (depuis 2024)
- Gilles Costaz (Politis) (?–2021)
- Fabienne Darge (Le Monde) (?–2023)
- Guy Dumur (Le Nouvel Observateur) (?–?)
- Matthieu Galey (†) (L'Express) (?–?)
- Fabian Gastellier (Elle) (?–?)
- Laurent Goumarre (France Inter) (depuis 2024)
- Armelle Héliot (Le Figaro) (?–2023)
- Vincent Josse (France Inter) (2001–2024)
- Pierre Lesquelen (I/O Gazette) (depuis 2024)
- Charlotte Lipinska (Marie Claire) (?–2017)
- Jacques Nerson (L'Obs) (?–2023)
- Sylvie Nicolet (France Inter) (?–?)
- Fabienne Pascaud (Télérama) (depuis 2015)
- Odile Quirot (L'Obs) (?–?)
- Gilles Sandier (†) (Politique hebdo) (?–?)
- Bernard Thomas (†) (Le Canard enchaîné) (?–?)

Dans les émissions sur le théâtre, on pouvait aussi entendre de temps en temps André Degaine intervenir dans le public.

#### L’ancienne équipe Opéra
- Pierre Combescot (†) (1940–2017)
- Jacques Drillon (†) (1954-2021)
- Françoise Ducout (†) (?–?)
- Franck Erikson (†) (1957–2008[19])
- François Hudry (?–?)

## Prix des auditeurs duMasque
Chaque année depuis 1990, et à l'initiative de Jérôme Garcin, les auditeurs du Masque et la Plume sont encouragés à désigner leur meilleur film français et étranger de l'année.
| Année | Prix du meilleur film français                         | Réalisateur (nb de fois)                 | Prix du meilleur film étranger                  | Réalisateur                        | Pays                       |
| ----- | ------------------------------------------------------ | ---------------------------------------- | ----------------------------------------------- | ---------------------------------- | -------------------------- |
| 1990  | La Gloire de mon père                                  | Yves Robert                              | Bouge pas, meurs, ressuscite                    | Vitali Kanevski                    | Russie                     |
| 1991  | Van Gogh                                               | Maurice Pialat                           | Urga                                            | Nikita Mikhalkov                   | Russie                     |
| 1992  | Les Nuits fauves                                       | Cyril Collard                            | Maris et Femmes                                 | Woody Allen                        | États-Unis                 |
| 1993  | Trois Couleurs : Bleu                                  | Krzysztof Kieslowski Pologne             | Meurtre mystérieux à Manhattan                  | Woody Allen                        | États-Unis                 |
| 1994  | Les Roseaux sauvages                                   | André Téchiné                            | Journal intime                                  | Nanni Moretti                      | Italie                     |
| 1995  | Nelly et Monsieur Arnaud                               | Claude Sautet                            | Land and Freedom                                | Ken Loach                          | Royaume-Uni                |
| 1996  | Capitaine Conan                                        | Bertrand Tavernier                       | Breaking the Waves                              | Lars von Trier                     | Danemark                   |
| 1997  | Western                                                | Manuel Poirier                           | Les Virtuoses                                   | Mark Herman                        | Royaume-Uni                |
| 1998  | La Vie rêvée des anges                                 | Érick Zonca                              | La vie est belle                                | Roberto Benigni                    | Italie                     |
| 1999  | Voyages                                                | Emmanuel Finkiel                         | Tout sur ma mère                                | Pedro Almodóvar                    | Espagne                    |
| 2000  | Harry, un ami qui vous veut du bien Le Goût des autres | Dominik Moll Agnès Jaoui                 | In the Mood for Love                            | Wong Kar-wai                       | Hong Kong                  |
| 2001  | Le Fabuleux Destin d'Amélie Poulain                    | Jean-Pierre Jeunet                       | Mulholland Drive                                | David Lynch                        | États-Unis                 |
| 2002  | Être et avoir                                          | Nicolas Philibert                        | Parle avec elle L'Homme sans passé              | Pedro Almodóvar Aki Kaurismaki     | Espagne Finlande           |
| 2003  | Un couple épatant, Cavale, Après la vie                | Trilogie de Lucas Belvaux Belgique       | Nos meilleures années                           | Marco Tullio Giordana              | Italie                     |
| 2004  | L'Esquive                                              | Abdellatif Kechiche France - Tunisie     | Lost in Translation                             | Sofia Coppola                      | États-Unis                 |
| 2005  | De battre mon cœur s'est arrêté                        | Jacques Audiard                          | Million Dollar Baby                             | Clint Eastwood                     | États-Unis                 |
| 2006  | Lady Chatterley                                        | Pascale Ferran                           | Volver                                          | Pedro Almodóvar                    | Espagne                    |
| 2007  | Persepolis                                             | Vincent Paronnaud et Marjane Satrapi     | La Vie des autres                               | Florian Henckel von Donnersmarck   | Allemagne                  |
| 2008  | Un conte de Noël                                       | Arnaud Desplechin                        | Valse avec Bachir                               | Ari Folman                         | Israël                     |
| 2009  | Un prophète                                            | Jacques Audiard (2)                      | Gran Torino                                     | Clint Eastwood                     | États-Unis                 |
| 2010  | Des hommes et des dieux                                | Xavier Beauvois                          | The Ghost Writer                                | Roman Polanski                     | franco-germano-britannique |
| 2011  | L'Exercice de l'État                                   | Pierre Schoeller                         | Une séparation                                  | Asghar Farhadi                     | Iran                       |
| 2012  | Quelques heures de printemps                           | Stéphane Brizé                           | Moonrise Kingdom                                | Wes Anderson                       | États-Unis                 |
| 2013  | La Vie d'Adèle                                         | Abdellatif Kechiche (2) France - Tunisie | Django Unchained La grande bellezza             | Quentin Tarantino Paolo Sorrentino | États-Unis Italie          |
| 2014  | Les Combattants                                        | Thomas Cailley                           | Mommy                                           | Xavier Dolan                       | Canada                     |
| 2015  | Trois Souvenirs de ma jeunesse                         | Arnaud Desplechin (2)                    | Mustang                                         | Deniz Gamze Ergüven                | franco-germano-turc        |
| 2016  | Frantz                                                 | François Ozon                            | Moi, Daniel Blake                               | Ken Loach                          | Royaume-Uni                |
| 2017  | 120 Battements par minute                              | Robin Campillo                           | Le Caire confidentiel                           | Tarik Saleh                        | Suède Danemark Allemagne   |
| 2018  | Jusqu'à la garde                                       | Xavier Legrand                           | Three Billboards : Les Panneaux de la vengeance | Martin McDonagh                    | Américano-britannique      |
| 2019  | Grâce à Dieu                                           | François Ozon (2)                        | Parasite                                        | Bong Joon-ho                       | Corée du Sud               |
| 2020  | Les Choses qu'on dit, les choses qu'on fait            | Emmanuel Mouret                          | Drunk                                           | Thomas Vinterberg                  | Danemark                   |
| 2021  | Illusions perdues                                      | Xavier Giannoli                          | Drive My Car                                    | Ryusuke Hamaguchi                  | Japon                      |
| 2022  | La Nuit du 12                                          | Dominik Moll (2)                         | La Conspiration du Caire                        | Tarik Saleh                        | Suède                      |
| 2023  | Anatomie d’une chute                                   | Justine Triet                            | Perfect Days                                    | Wim Wenders                        | Allemagne                  |
| 2024  | Emilia Pérez                                           | Jacques Audiard (3)                      | Les Graines du figuier sauvage                  | Mohammad Rasoulof                  | franco-allemand            |

## Audience
En 2008, l'émission rassemble environ 580 000 auditeurs selon l'étude Médiamétrie — ce très bon score la plaçant « leader » du média radio de cette tranche horaire le week-end.
En 2015, France Inter rapporte que l'émission rassemble plus de 600 000 auditeurs et 340 000 écoutes en podcast.
En 2023, l'émission rassemble en moyenne plus de 1,3 million d'auditeurs dans sa première diffusion le dimanche à 10 heures, puis 704 000 encore dans la seconde le même jour à 20 heures. S'y ajoutent environ 700 000 téléchargements par mois en podcast sur la même période (+17 % en deux ans). 
En 2024, le podcast de l'émission atteint pour la première fois un million de téléchargements.

## Présence dans la culture populaire
Le réalisateur Antonin Peretjatko fait référence à l'émission à deux reprises : dans son film La Loi de la jungle (2016), un personnage dit écouter Le Masque et la Plume, tandis qu'une scène de La Pièce rapportée (2020) laisse entendre le générique interprété au piano.
Dans sa pièce Rumeurs et petits jours, représentée pour la première fois en France lors de l’édition 2016 du Festival d’Avignon, le groupe Raoul Collectif montre « une émission de radio culturelle en train de se faire, en direct, autour d’une longue table [intitulée] Épigraphe, soit la parodie du Masque et la plume [période] années 1970 »,.

## Émissions d’archives accessibles en ligne
Outre les émissions récentes mises à disposition sur le site Internet de France Inter, certaines émissions d’archives du Masque et la Plume sont disponibles, en partie ou en intégralité, sur plusieurs sites Internet et chaînes YouTube dont celle de l'Institut national de l'audiovisuel (INA).